# Louisea edeaensis
Louisea edeaensis é uma espécie de crustáceo da família Potamonautidae.
É endémica dos Camarões.